# GAF (entreprise)
Pour les articles homonymes, voir GAF.
GAF, acronyme de General Aniline & Film est une entreprise américaine spécialisée dans la production de matériaux pour la couverture de bâtiment. 

## Histoire
L'élément le plus important de l'histoire de l'entreprise est la fusion en 1967 de Ruberoid avec GAF, sous son nom actuel. L'histoire de Ruberoid remonte à 1866, quant à GAF, elle est issue de la filiale américaine de IG Farben.
En janvier 2016, GAF acquiert l'entreprise danoise Icopal pour environ 1 milliard de dollars.